# (1293) Sonja
(1293) Sonja est un astéroïde de la ceinture principale aréocroiseur découvert le 26 septembre 1933 par l'astronome belge Eugène Joseph Delporte.

## Historique
Le lieu de découverte, par l'astronome belge Eugène Joseph Delporte, est Uccle.
Sa désignation provisoire, lors de sa découverte le 26 septembre 1933, était 1933 SO.